# 臺灣角石蛾
臺灣角石蛾（学名：Stenopsyche malickyi）为角石蛾科角石蛾屬下的一个种。